# NX仙台塩竈港運
NX仙台塩竈港運株式会社（エヌエックスせんだいしおがまこううん、英: NX SENDAISHIOGAMA KOUN CO.,LTD.）は、宮城県塩竈市に本社を置く、NXグループの港湾運送事業を主業務とする総合物流企業である。
各部店は宮城県仙台市宮城野区と宮城県塩釜市に所在している。
国際拠点港湾である仙台塩釜港の「仙台港区」と「塩釜港区」にて港湾運送事業の全般を執り行っており、在来貨物船の積卸作業や海上コンテナの積卸作業・商品車両の積卸作業を主業務として執り行っている。その他に第二種貨物利用運送事業（鉄道・内航）や貨物自動車運送事業、倉庫業、通関業、船舶代理店事業、産業廃棄物収集運搬業など様々な物流事業を執り行っている。　　　　　　　　　　宮城県内では数少ない総合物流企業として、「海」と「陸」の結接点である港に拠点を置き事業活動を行っている。
日本通運の単独株式移転による持株会社制への移行並びにグループブランド「NX」の導入に伴い、2022年1月4日付で塩竈港運株式会社（しおがまこううん、英: SHIOGAMA KOUN CO.,LTD.）から社名変更された。
2024年6月に創立80年を迎えた。（塩竈港運送株式会社から通算での年数）

## 沿革
- 1944年（昭和19年） 6月 ‐ 当時、塩釜港にて事業を行っていた「日本通運株式会社塩釜支店」・「塩竈港湾運送株式会社」・「白石商会」・「塩竈海運合資会社」「三石運輸部」の５社を合併し「塩竈港運送株式会社を設立。 資本金230万円。
- 1945年（昭和20年） 9月  ‐ 塩竈港平田艀運送株式会社と合併。
- 1951年（昭和26年）- 日本通運株式会社計算加盟店（後の公計加盟店）となる。
- 1951年（昭和26年） ５月 - 通運事業免許取得（塩竈港駅・塩竈埠頭駅）（業法改正によるもの）。
- 1952年（昭和27年）  4月 - 資本金994万円。
- 1952年（昭和27年）  4月 - 一般区域貨物自動車運送事業免許取得（業法改正によるもの）。
- 1951年（昭和27年）  5月 - 定款に損害保険代理店業を追加。
- 1954年（昭和29年)   ６月 - 創立10周年記念式典挙行。
- 1956年（昭和31年）  7月 - 「塩竈駅前営業所」を開設（通運事業）。
- 1957年（昭和32年）  5月 - 自動車運送取扱事業申請。
- 1959年（昭和34年）  6月 - 「東北電力構内事業所」を開設。
- 1961年（昭和36年）11月 - 倉庫業許可（業務改正によるもの）。
- 1962年（昭和37年） ９月 - 港湾運送事業（一般・船内・沿岸・艀・筏）免許取得（業法改正によるもの）。
- 1963年（昭和38年） ４月 - 資本金増資により6,000万円になる。
- 1963年（昭和38年） ６月 - 創立20周年記念式典挙行。
- 1965年（昭和40年） ９月 - 通運事業（宮城野駅・長町駅）免許取得。
- 1965年（昭和40年）10月 - 「塩竈魚市場営業所」を開設。
- 1968年（昭和43年） ６月 - 資本金増資により9,000万円になる。
- 1969年（昭和44年）  1月 - 資本金増資により1億2,000万円になる。
- 1969年（昭和44年）  8月 - 内航運送取扱業許可。
- 1969年（昭和44年）  9月 - 「塩竈港サイロ株式会社」を設立。
- 1969年（昭和44年）10月 - 「有限会社コーウン商事」を設立。
- 1970年（昭和45年）  7月 - 通関業許可（業法改正によるもの）。
- 1971年（昭和46年）  6月 - 「仙台港事業所」を開設。
- 1974年（昭和49年）  8月 - 「川鉄倉庫事業所」を開設。
- 1974年（昭和49年）  8月 - 宮城県共同倉庫株式会社を関係会社19社とともに共同設立。
- 1975年（昭和50年）  3月 - 「仙台港一号上屋」完成。
- 1975年（昭和50年）  6月 - 「仙台臨海鉄道仙台埠頭駅」に対する通運免許申請。
- 1975年（昭和50年）11月 - 「塩竈埠頭企業有限会社」を設立。
- 1976年（昭和51年）  6月 - 仙台港サイロ株式会社に資本参加。
- 1977年（昭和52年）  6月 - 「仙台港二号上屋」完成。
- 1978年（昭和53年）  2月 - 仙台港流通ターミナル株式会社に出資。
- 1978年（昭和53年）  9月 - 「仙台港三号上屋」完成。
- 1980年（昭和55年） ６月 - 本社　新社屋完成（宮城県塩釜市貞山通一丁目6-38）。
- 1980年（昭和55年）12月 - 久保田鉄工株式会社の合成管業務開始。
- 1981年（昭和56年）11月 - 軽車輛運送事業登録。
- 1984年（昭和59年）  4月 - 「仙台港事務所」に詰所を新設（仙台市港四丁目）。
- 1986年（昭和61年）  9月 - 「仙台港四号上屋」完成。
- 1987年（昭和62年）  9月 - 「宮城野駅」の取扱い（コンテナ限定）を認可。
- 1988年（昭和63年）  3月 - 社内報「コーウンニュース」創刊。
- 1988年（昭和63年）11月 - 子会社の塩竈埠頭企業有限会社の称号を変更し「港運輸送有限会社」とする。
- 1989年（平成元年）　3月 - 塩竈埠頭駅にてJRコンテナの取扱いを開始。
- 1989年（平成元年）　6月 - 創立45周年記念式典挙行。
- 1989年（平成元年）  ６月 - 塩竈港運送株式会社　社史「４５年史」を刊行。　　　　　　　　　　　　　　　　　　　　　　　　　　　　　　社史「45年史」は国立国会図書館の蔵書となる。
- 1990年（平成2年）　 4月 - 子会社「港運輸送有限会社」を設立。
- 1993年（平成5年）　 1月 - 仙台港営業支店の中に・「海運倉庫課」・「複合物流課」・「国際輸送課」の三課が新設される。
- 1993年（平成5年）　 5月 - 旅行代理店の「コーウントラベル」を開業。
- 1994年（平成6年）    4月 ‐ 仙台港駅にて、JRコンテナの取扱いを開始。
- 1995年（平成7年）    6月 - 「仙台港高砂コンテナターミナル」が稼働開始。
- 1995年（平成7年）    7月 ‐ 外航コンテナ船の取扱いを開始。
- 1996年（平成8年）    3月 - 仙台港支店に「国際コンテナ事業所」を開設。
- 1999年（平成11年）  8月 - 一般貨物自動車運送事業　営業圏拡大（東北圏区域）。
- 1999年（平成11年）11月 - 内航コンテナフィーダー船取扱い開始。
- 1999年（平成11年）11月 - 通関業許可条件変更（営業地域限定解除）。
- 2001年（平成13年）  8月 - 産業廃棄物収集運搬業を開始する。
- 2004年（平成16年）12月 - 安全性優良事業所認定（仙台港支店）。
- 2005年（平成17年）  1月  - グリーン経営認証（複合輸送部）。
- 2005年（平成17年）  3月 - ISO9001：2000（品質）・ISO14001：1994（環境）を認証取得。
- 2005年（平成17年）  6月 - 「仙台国際貿易港物流ターミナル」（仙台市宮城野区港一丁目1-3）に国際コンテナ支店営業課と通関課が入居する。
- 2006年（平成18年）11月 - 塩竈港運送株式会社　OB会「港友会」が発足。
- 2007年（平成19年）  4月 - 子会社３社の社名を変更　　　　　　　　　　　　　　　　　　　　　　　　　　　　　　　　　　　　　　　　　　　（旧）港運輸送有限会社　⇒　（新）港運輸送株式会社。　　　　　　　　　　　　　　　　　　　　　　　　　　　　　　　　　　　　　　　　　　　　　　　（旧）港運物流有限会社　⇒　（新）港運物流株式会社。　　　　　　　　　　　　　　　　　　　　　　　　　　　　　　　　　　　　　　　　　　　　　　　（旧）有限会社コーウン商事　⇒　（新）株式会社コーウン商事。
- 2007年（平成19年）12月 - 仙台港支店「仙台事業所」を開設。
- 2009年（平成21年） ２月 - 営業倉庫「塩釜港東2号倉庫」が完成。
- 2010年（平成22年）  9月 - 日本通運株式会社との連携によるNVOCC業務を開始。
- 2011年（平成23年） 3月11日　「仙台港ロジスティクスセンター」（仙台市宮城野区港二丁目1-5）が完成。　　　　　　　　　　　　　　　　　　　　　　　　　　　　　　　　完成式典を11時より挙行。同日に東日本大震災が発生する。
- 2011年（平成23年）  9月 - 「仙台港ロジスティクスセンター」内に営業倉庫である「危険物倉庫（四類）」が完成。
- 2011年（平成23年）12月 - 営業倉庫である「仙台港鉄鋼倉庫」が完成する。
- 2012年（平成24年）  4月 - 営業倉庫である「仙台港2号倉庫」にくん蒸施設を設置。
- 2012年（平成24年）10月 - 塩竈港運送Tシャツを制作する。
- 2013年（平成25年）  1月 - 貨物自動車運送事業安全性評価事業における「安全性優良事業所」認定（公益財団法人全日本トラック協会）
- 2013年（平成25年）  1月 - 貨物自動車運送事業に係る「グリーン経営認証」取得。（交通エコロジー・モビリティ財団）
- 2013年（平成25年）  5月 - ISO9001：2008/ISO14001：2004を全部店にて認証取得する。（認証範囲の拡大）
- 2013年（成25年）12月 - 横浜税関よりAEO制度に基づく認定通関業者の認定を受ける。（東北地方で初のAEO取得業者になる）
- 2013年（平成25年）12月 - 営業倉庫である「仙台港鉄鋼倉庫２号」が完成する。
- 2014年（平成26年）  6月 - 会社創立70周年を迎える。
- 2014年（平成26年） ６月 - 塩竈港運送株式会社　社史『70年史』を刊行。（企画：tbcビジョン/ユニグラフィック）　　　　　　　　　　　　　　　　　　　　　　　　　　　　　　　　　　　　　　　　　　社史「70年史」は国立国会図書館の蔵書となる。
- 2014年（平成26年） ８月 - 創立70周年記念式典をホテルグランドパレス塩釜にて挙行。
- 2015年（平成27年） 1月 -　　　　　　　　　　　　　　　　　　　　　　　　　　　　　　　　　　　　　　　　　　　　　　　　　　　　　　　　　　　　　　　　　　　塩竈港運送株式会社　DVD『創立70年史』1994～2014水平線の遥か彼方へ　～100年100億円企業を目指して～　が完成する。（企画：tbcビジョン）　　　　　　　　　　　　　　　　　　　　　　　　　　　　　　　　　　　　　　　　　　　　　　　　　　　　　　　　　　　　　　　　　　DVD『創立70年史』は国立国会図書館の蔵書となる。
- 2015年（平成27年） １月 - 『100年企業を目指して』マークを製作・制定。
- 2015年（平成27年）  2月 - 『100年バッジ』を製作。
- 2016年（平成28年）  9月 - 「新仙台港事務所」が完成する。
- 2016年（平成28年）12月 - 『竈』をデザインした襟章を製作。
- 2017年（平成29年）  2月 - グループ会社の港運輸送株式会社の新事務所が完成する。
- 2018年（平成30年）  3月 - 「安否確認システム」社内にて使用開始。
- 2018年（平成30年）  1月 - 『塩竈港運株式会社』に社名変更。
- 2022年（令和2年）　 2月 - 高砂コンテナターミナルに新管理棟が完成したことに伴い、ターミナル事業所が新管理棟に移動する。住所：宮城県仙台市宮城野区蒲生町105。
- 2022年（令和4年）    1月 ‐ 『NX仙台塩竈港運株式会社』に社名変更。
- 2023年（令和5年）　 4月 - NX仙台塩竈港運株式会社としてラジオコマーシャルを開始する。
- 2023年（令和5年）　 7月 - 東北放送ラジオ『GoGoはみみこい ラジオな気分』でラジオカー中継に参加する。　　　　　　　　　　　　　　　　　　　　　　　　　　（仙台港高砂コンテナターミナル管理用事務所4階にて）
- 2023年（令和5年）　10月 - 国土交通省が創設した「みなとSDGｓパートナー登録制度」に登録する。
- 2023年（令和5年）　10月 - 仙台港中央公園のネーミングライツを取得する　名称：『NX仙台港パーク』とする。
- 2024年（令和6年）　 6月 - 塩竈港運送株式会社から通算して会社創立『８０周年』を迎える。
- 2024年（令和6年）　 8月 - NX仙台塩竈港運株式会社求人用会社案内が完成する。（企画：tbcAz/ユニグラフィック）
- 2024年（令和6年）　 8月 - 環境に配慮した車両導入として電気自動車の日産「SAKURA」を管理部門に導入する。
- 2024年（令和6年）　 9月 - NX仙台塩竈港運株式会社求人用会社案内DVD『もっと新しい道、みつけよう、一緒に！』が完成する。（企画：tbcAz）　求人用会社案内DVD『もっと新しい道、みつけよう、一緒に！』は国立国会図書館の蔵書となる。
- 2024年（例話6年）10月 - 組織改編を実施する。　1．仙台塩釜港支店（海運課・倉庫課・船舶代理店課・小野建鋼材課）　2．複合輸送支店　3．国際コンテナ支店（オペレーション課・船社課・営業課・現業課・通関課・KL課）　4．作業部　5．営業部　　6．IT推進部　　7．本社管理部門（総務課・業務適正化推進課・安全衛生課・経理課）　8．関連企業「NX港運輸送株式会社」
- 2024年（令和6年）  11月 - NX仙台塩竈港運株式会社『創立80年』を刊行。（企画：tbcAz/ユニグラフィック）　　　　　　　　　　　　社史『創立80年』は国立国会図書館の蔵書となる。
- 2024年（令和6年）  11月 - NX仙台塩竈港運株式会社　2024年版会社案内が完成する。（企画：tbcAz/ユニグラフィック）
- 2024年（令和6年）  12月 - NX仙台塩竈港運株式会社　DVD『創立80年　2015～2024』が完成する。（企画：tbcAz）    DVD『創立80年　2015～2024』は国立国会図書館の蔵書となる。
- 2025年（令和7年）　 4月 -  東北放送で放送中のラジオコマーシャルの内容を一部変更する。（創立80周年バージョンの終了）
- 2025年（令和7年）　6月 - 300ｔトラッククレーンを購入する。